# Aeroportul Regional Abilene
Aeroportul Regional Abilene (IATA: ABI, ICAO: KABI, FAA LID: ABI) este un aeroport din Texas, Statele Unite ale Americii ce deservește zona Abilene. Aeroportul a fost tranzitat în 2019 de 163.626 de pasageri. A fost numit după zona deservită.
Situat la o altitudine de 546 m, aeroportul dispune de 3 piste.

## Infrastructură

### Piste
Aeroportul dispune de 3 piste: 
- pista 04/22 din asfalt, cu dimensiunile 3.679 picioare × 100 picioare
- pista 17L/35R din asfalt, cu dimensiunile 7.198 picioare × 150 picioare
- pista 17R/35L din asfalt, cu dimensiunile 7.203 picioare × 150 picioare